# 武建一
武 建一（たけ けんいち、1942年 - ）は、日本の政治運動家。全日本建設運輸連帯労働組合関西地区生コン支部執行委員長、組織内シンクタンク「社会資本政策研究会」代表理事を務めた。

## 来歴
1942年、鹿児島県大島郡天城町生まれ。北中学校卒業後、島内の商店に住み込みで働いていたが、19歳の時に大阪府に移住し、三生運送に就職。
1965年6月、23歳の時に連帯労組関西地区生コン支部の発足準備委員会発足に伴い、委員長に選出され、4ヶ月後の同年10月17日、関西地区生コン支部を結成し、初代委員長に就任。
ミキサー車の運転手から、専従組合員となる。同社内に全国自動車運輸労働組合所属の労組が別々に組織しており、同社内の組織の統一機関となる。1975年8月、同組織内に政策懇談会を立ち上げて、政策提言及び政策闘争を繰り広げる。
1983年12月17日、赤旗紙面に掲載された、関西生コンの上部組織への声明に対し抗議し、日本共産党系の労働組合と闘争を展開して行き、1984年3月、全国自動車運輸労働組合から脱退を決めた。
2009年12月20日、関西生コン内にシンクタンク「社会資本政策研究会」を立上げ、副代表として名を連ねた。
2021年10月10日の関西生コンの第57回定期大会で委員長を退任した。

## 人物
- 現代の社会問題に詳しい大谷昭宏や宮崎学といった名立たるジャーナリスト達から「労組の闘志」と称賛されていることからもわかるように、生コンミキサー車ドライバーのヒエラルキーが建設業界の中で最下位に位置していた為、元請企業から強圧的で不当な圧力を受けることが多かった。その為、労働争議では政治的な戦略闘争を行い生コン業界の地位を格段と上げることに成功させている。[8]。
- 労働争議や政治闘争を繰り返しており、関西生コンに歯向かう敵対組織や企業に対し、生コンの輸送に対してストップを掛けたり、非加盟の生コン業者に対して「アウトサイダー」と称し揺さ振りを掛ける為、阪神圏の建設工事を止める位の力を掌握しているとしている[9]。
- 関西生コンが日本共産党系から追い出され、日本社会党と密接に結び付く労働組合のため、社会党の国会議員の結び付きはあり、2009年、民主党政権時代、当時国土交通副大臣であった、元社会党所属の辻元清美とは、1996年10月20日の第41回衆議院議員総選挙にて初当選時代から選挙支援等を行う関係であり、政治資金規正法の上限を超える1000万円の政治献金をしていたと報道された[10][8]。その後、2014年6月に武は東京地裁に対して、宝島社の代表取締役（掲載時点の編集長）と月刊宝島の記者に対して、関西生コンと武へ、合計3300万円の損害賠償と読売新聞紙面での謝罪広告掲載を求めた民事訴訟を提訴した。その結果、武に27万5千円、関西生コンに33万円の損害賠償の判決を下された。しかし、謝罪広告の掲載については訴えは退けられた。
- 2006年12月に地元天城町にて、大相撲 徳之島場所を開催。
- 2017年3月12日に大阪市で4労組でつくる関西生コン産業政策協議会と共に普天間基地移設問題にて沖縄県名護市辺野古に所在する、キャンプ・シュワブ地域への普天間基地移設反対を掲げ、大阪から沖縄本島へ250台のミキサー車を輸送し、春闘に合わせてパレードを実施した。また、2016年に自組織の集会に講師として招いた、沖縄平和運動センターの議長である山城博治の保釈を求めた[11]。
- 2017年8月29日に奈良県大和郡山市で所属組合員が起こした傷害及び脅迫容疑で奈良県警から捜査を受け、事件後の応援に社民党副党首の福島瑞穂参院議員が労働争議の相手となっている企業に駆けつけ支援していた事が、週刊文春によって報道された[12][13]。記事について、同年12月27日付で武の署名が入った抗議文書を週刊文春に申入れした[14]。
- 2018年8月28日、生コンクリート調達を担う大阪市内所在の商社の男性支店長に対し、関西生コン傘下の湖東生コン協同組合の加盟業者と契約を結ぶように脅したとして、滋賀県警に恐喝未遂容疑で逮捕された[15][16]。

## 逮捕・刑事罰
- 2004年10月、組合への加入を断った大阪市西淀川区の生コンクリート会社に対して、関西生コンと連携している大阪広域生コンクリート協同組合の関生支部組合員ら20数人と街宣車と共に敷地に侵入し、生コンの出荷のためのミキサー車の進入を妨げた業務妨害容疑と、関西生コン支部の資金数十億円を機関決定に諮らず知人の生コン会社に貸し付け、関西生コンに対して損害を与えた背任容疑等で、大阪府警察本部警備部に逮捕された[17][18]。2007年1月22日、大阪地裁は武を除く組合員4名に対し、懲役1年8ヶ月、執行猶予4若しくは5年、武には懲役1年8ヶ月の実刑判決を下した。
- 2005年12月8日、門真市議会議員である、戸田久和が関西生コンに対して、政治資金を名目に資金提供を要求したとして、違法献金により拘置所に収監中、政治資金規正法違反容疑で逮捕された[19]。2006年8月24日、大阪地裁は武に対して、罰金50万円、公民権停止2年の判決を下した。
- 2006年9月22日、収監されていた大阪拘置所にて、武に便宜を図った見返りに現金100万円を受け取った罪で起訴されていた刑務官が収賄容疑で再逮捕され、武は同様の罪を犯した山口組系天野組組長と共に贈賄容疑で逮捕された[20][21]。
- 2018年8月28日、滋賀県の倉庫建設工事で傘下の湖東生コン協同組合の加盟業者と契約するよう商社の支店長を恐喝した容疑で逮捕された[2]。また、同年11月21日、運送業者のセメント出荷妨害で同組合幹部が大阪府警に逮捕された事案を主導した立場として、武も威力業務妨害で逮捕された[22]。2019年7月17日、組合加盟生コン会社の破産申請をめぐるトラブルの解決金と称して京都生コン協同組合の理事から6千万円を脅し取った容疑で再逮捕され[23]、同年9月4日には、同じ生コン会社が解散する際に組合員7名の退職金を支払う必要があるなどと因縁をつけ解決金を要求し、京都生コンの理事から1億5千万円を脅し取ったとして再逮捕された[24]。逮捕、留置後、起訴され、2020年1月の時点で、裁判の結果を待つ大阪拘置所に収容されていたが[25]、同年5月29日付で641日振りに同拘置所から保釈された。2021年7月13日、大阪地裁は武に対し威力業務妨害罪で懲役3年、執行猶予5年の判決を言い渡した。恐喝罪については無罪とした[26]。2025年2月26日、京都地裁は生コン会社解散をめぐる解決金として1億5千万円を脅し取ったとする恐喝の罪などについて、無罪を言い渡した[27]。

## 著作
- 『労働運動再生の地鳴りがきこえる』（社会批評社）2005年12月 ISBN 978-4916117687
  - 脇田憲一との共著。
- 『武 建一 労働者の未来を語る』（社会批評社）2007年10月 ISBN 978-4916117762
- 『時代の求めにこたえて―武建一対談集』（社会批評社) 2010年1月 ISBN 978-4916117861
- 『新時代の希望を語る―武建一対談集part2』（社会批評社）2011年2月 ISBN 978-4916117922
- 『武建一が語る 大資本はなぜ私たちを恐れるのか』(旬報社) 2020年11月 ISBN 978-4-845-11661-4